# ノナペンタコンタン
| ノナペンタコンタン | ノナペンタコンタン |
| ------------------ | ------------------ |
| CH3(CH2)57CH3      |                    |
| IUPAC名            | ノナペンタコンタン |
| 分子式             | C59H120            |
| 分子量             | 829.5841           |
| CAS登録番号        | 7667-79-0          |

ノナペンタコンタン (Nonapentacontane) とは、直鎖状のアルカンの1種。炭素原子が59個、分岐することなく一列に連なっている。分子式はC59H120。分子量は829.5841。